# Giovanna d'Arco al rogo
Giovanna d'Arco al rogo è un film del 1954 diretto da Roberto Rossellini e interpretato da Ingrid Bergman, basato sull'oratorio Jeanne d'Arc au bûcher con libretto di Paul Claudel e musica di Arthur Honegger. 
È la ripresa cinematografica di uno spettacolo messo in scena nella prima rappresentazione il 5 dicembre 1953 al Teatro San Carlo di Napoli con Ingrid Bergman, Tullio Carminati, Marcella Pobbe, Miriam Pirazzini, Agnese Dubbini, Giacinto Prandelli e Piero De Palma diretto da Gianandrea Gavazzeni.
Il 12 maggio 1938 avviene la prima assoluta in concerto di Jeanne d'Arc au bûcher a Basilea con Ida Rubinstein.
Il 6 maggio 1939 avviene la prima in concerto in Orléans con la Rubinstein ed il 13 giugno successivo in concerto al Palazzo Chaillot di Parigi diretta da Charles Münch con la Rubinstein.
Il 13 giugno 1942 avviene la prima scenica di Johanna auf dem Scheiterhaufen all'Opernhaus Zürich.
Il successivo 25 giugno avviene la prima in concerto diretta da Münch nella Salle Pleyel di Parigi ed il 20 dicembre in concerto al Teatro Adriano di Roma.
Il 2 febbraio 1946 avviene la prima nel La Monnaie/De Munt di Bruxelles ed il 4 aprile 1947 avviene la prima nel Teatro alla Scala di Milano di Giovanna d'Arco al rogo (Jeanne d'Arc au bûcher), oratorio drammatico in 1 prologo e 10 scene per voci, recitanti, coro misto a quattro voci, coro infantile e orchestra nella traduzione di Emidio Mucci diretto dal compositore con Giacinto Prandelli, Gino Del Signore, Gino Penno, Enrico Campi, Sarah Ferrati, Giusi Raspani Dandolo e Salvo Randone.
Il 1º gennaio 1948 avviene la prima in concerto a New York ed il 16 aprile 1949 la prima al Teatro dell'Opera di Roma diretta dal compositore con Giacinto Prandelli.
Il 13 maggio 1950 avviene la prima al Theater an der Wien per lo Staatsoper diretta da Clemens Krauss con Julius Patzak e fino al 1957 ha avuto 23 recite.
Il 18 dicembre del 1950 avviene la prima al Palais Garnier di Parigi dove torna in cartellone nel 1952, 1953 e 1959.
Sempre alla Scala nel 1954 avviene la prima dell'opera con la regia di Rossellini con la Bergman, Memo Benassi, Cloe Elmo, Giuseppe Nessi, Giacinto Prandelli, Gino Del Signore, Mario Carlin ed Enrico Campi diretta da Gianandrea Gavazzeni. 
Nel 1960 va in scena al Teatro Massimo Vincenzo Bellini di Catania con Vittorio Gassman attore e regista (la rappresentazione fu ripresa dalla RAI e trasmessa in TV), nel 1967 al Teatro Nuovo di Torino con Ugo Benelli, Mario Carlin, Angelo Nosotti, Valentina Fortunato ed Enzo Garinei per la regia di Luca Ronconi, nel 1977 al Festival di Salisburgo diretta da Gerd Albrecht dove torna nel 1988 diretta da Seiji Ozawa con Jane Berbié ed i Wiener Philharmoniker e nel 2001 con Desirée Rancatore, nel 1990 al Teatro Verdi (Firenze) diretta da Gianandrea Gavazzeni con Barbara Frittoli, all'Opéra Bastille nel 1992 diretta da Chung Myung-whun con Nathalie Stutzmann e nel 1996 al Politeama Rossetti di Trieste con Patrizia Ciofi.
Giovanna d'Arco al rogo è l'ultimo lavoro nato dal sodalizio artistico e privato tra il regista romano e l'attrice svedese Ingrid Bergman. In precedenza i due avevano collaborato ai film Stromboli, terra di Dio (1950), Europa '51 (1952), Viaggio in Italia (1954) e La paura (1954). Di Rossellini è anche l'episodio intitolato Ingrid Bergman del film Siamo donne (1953) a cui contribuirono in veste di registi Luchino Visconti, Luigi Zampa, Gianni Franciolini e Alfredo Guarini.

## Trama
In un'atmosfera onirica, Giovanna d'Arco, bruciata sul rogo, viene accompagnata da un gruppo di angeli in cielo. Qui incontra San Domenico, che durante la sua vita aveva combattuto le eresie degli albigesi nel Sud della Francia.
San Domenico mostra a Giovanna, assalita dai dubbi perché condannata come eretica e strega, una serie di episodi della sua vita.
Coloro che l'hanno giudicata sono in realtà degli animali stolti che credono fermamente al Diavolo (il presidente della giuria è Porco, i giudici sono Pecore e il cancelliere è Asino) e lei non deve temere perché è l'eletta di Dio.
Giovanna ha giocato la sua partita a favore del re di Francia (Sua Maestà la Stoltezza), trionfando contro il re d'Inghilterra (Sua Maestà la Boria) e il duca di Borgogna (Sua Maestà l'Avarizia), ma cedendo al quarto re, Sua Maestà la Morte.
Giovanna ha sentito suonare la campana nera e la campana bianca, ha udito le voci di Santa Caterina e Santa Margherita che le hanno indicato la retta via e, con la spada consegnatale da San Giovanni, ha ricondotto il suo re nel cuore della Francia fino a Reims per essere incoronato nella gioia del popolo e del clero.
Adesso Giovanna consapevole di aver salvato e riunito la Francia è pronta per il suo martirio sul rogo a Rouen, sicura che la sua fede le donerà la salvezza eterna nel Regno di Dio.